# مرآت واردات
مرآت واردات با عنوان کامل مرآت واردات:ت‍اری‍خ س‍ق‍وط ص‍ف‍وی‍ان، پ‍ی‍ام‍ده‍ای آن و ف‍رم‍ان‍روای‍ی م‍ل‍ک م‍ح‍م‍ود س‍ی‍س‍ت‍ان‍ی‌  نوشته محمد شفیع طهرانی (متخلص به وارد)، شاعر و تاریخ‌نگار سده دوازدهم هجری (زاده ۱۰۸۷ هـ ق) است.

## معرفی
این اثر از لحاظ تاریخ عهد صفویان، مخصوصاً به جهت تاریخ سقوط سلسله صفوی و پیامدهای آن، دارای اهمیت بسیاری است. در عین حال شامل توصیفی دربارهٔ جزایر متعلق به هندوستان، وقایع تاریخی معاصر نویسنده و تذکره مشایخ و عارفان صفویه است. همچنین برای بررسی اوضاع ایران در عهد کوتاه افغانان، کوشش‌های شاه تهماسب دوم برای اعاده سلطنت صفویان مهم بوده و منبعی ارزشمند برای دوران فرمانروایی ملک محمود سیستانی در خراسان به‌شمار می‌رود.
مطالب موجود در بخش پایانی کتاب، دربارهٔ اوضاع سیاسی و اجتماعی ایران در آستانه برافتادن دولت صفوی و پیامدهای آن بسیار پراهمیت و در پاره‌ای جاها دربرگیرنده گزارش‌هایی است که در دیگر منابع مربوط به این دوران نیامده است.